# Andrzej Biernacki (krytyk)
Andrzej Biernacki (pseud. Abe (abe), an, Idem; ABAD – wspólnie z Andrzejem Doboszem; ur. 13 września 1931 w Imielnie, zm. 23 lipca 2021) – polski krytyk literacki, felietonista, badacz i historyk literatury współczesnej, edytor.

## Życiorys
Syn Jana Biernackiego i Marii z domu Pułaskiej. W czasie II wojny światowej został wysiedlony wraz z rodziną do Generalnego Gubernatorstwa. Od 1945 uczył się w gimnazjum w Łowiczu, a od 1947 w III i I Liceum Ogólnokształcącym we Wrocławiu. Debiutował w 1949, ogłaszając teksty informacyjne w dziale miejskim „Słowa Polskiego”.
Po przeniesieniu się do Warszawy, rozpoczął w 1950 studia polonistyczne na Uniwersytecie Warszawskim, jednak w 1953 z powodów politycznych został relegowany z uczelni. Od 1952 publikował recenzje i artykuły oraz pracował jako adiustator w tygodniku „Dziś i jutro”, skąd został usunięty w 1954. Od 1955 do 1957 pracował jako lektor w Teatrze Polskim w Warszawie. Od 1958 rozpoczął wieloletnią współpracę z miesięcznikiem „Twórczość”, gdzie publikował artykuły, recenzje literackie, przekłady literatury pięknej. W 1958 związał się również z miesięcznikiem „Więź”. Podjął także współpracę z redakcją „Polskiego Słownika Biograficznego”, zamieszczając tam kilkadziesiąt haseł biograficznych. W 1959 przywrócono mu statut studenta i mógł złożyć pracę magisterską (u prof. Juliana Krzyżanowskiego). Od 1961 do 1966 publikował recenzje w dwutygodniku „Współczesność”. Współpracował z periodykiem „Perspectives Polonaises” (w latach 1961–1979). Był także redaktorem wydawnictwa „Blok Notes Muzeum im. Adama Mickiewicza”, poświęconego literaturze polskiej XIX i XX w. (w latach 1961–1964). Podjął pracę w Ośrodku Dokumentacji i Informacji Naukowej Polskiej Akademii Nauk (do 1966), a następnie w Instytucie Historii Nauki i Techniki PAN, gdzie był m.in. (od 1967) sekretarzem redakcji rocznika „Organon”, następnie także jego redaktorem. W latach 60. i 70. XX w. publikował teksty poświęcone historii literatury XIX wieku i historii nauki w „Kwartalniku Historii Nauki i Techniki” (od 1967 do 1979), „Tygodniku Powszechnym”, „Pamiętniku Teatralnym i „Dialogu”. W styczniu 1976 roku podpisał list protestacyjny do Komisji Nadzwyczajnej Sejmu PRL przeciwko zmianom w Konstytucji Polskiej Rzeczypospolitej Ludowej. W latach 80. XX w. ogłosił w „Roczniku Literackim” ponad sto biogramów pisarzy w dziale materiałów biobibliograficznych. W 1989 obronił pracę doktorską o Aleksandrze Przezdzieckim (pod kierunkiem prof. Tadeusza Ulewicza). W latach 90. publikował w paryskiej „Kulturze” i „Dekadzie Literackiej”. Habilitował się w Instytucie Historii Nauki PAN (1997).
Był profesorem i wykładowcą Wydziału Dziennikarstwa i Komunikacji Społecznej Wyższej Szkoły Dziennikarskiej im. Melchiora Wańkowicza w Warszawie.
Członek Polskiego PEN Clubu (od 1971), Związku Literatów Polskich (1977–1983), Stowarzyszenia Pisarzy Polskich (od 1990) i International Federation of Journalist.
Żonaty z Różą Jodłowską, historykiem sztuki. Mieszkał w Warszawie.

## Twórczość
- Historia ośmiu zjazdów polonistycznych. Od Michała Bobrzyńskiego do Stefana Żółkiewskiego (Instytut Badań Literackich PAN 1997, ISBN 83-85605-89-4)
- Jan Rostafiński 1882-1966. Próba biografii (Norbertinum 2003, ISBN 83-7222-126-X)
- Aleksander Przezdziecki (1814-1871). Życiorys uczonego i mecenasa (Collegium Columbinum 2005, ISBN 83-87553-97-2)
- Abeandry. Wybór not z „Twórczości” (Biblioteka „Więzi”, t. 203; Wydawnictwo „Więź” 2007, ISBN 978-83-60356-25-8)

## Publikacje w czasopismach i książkach zbiorowych
- Problematyka folkloru w drobnych utworach Mickiewicza [w:] Ludowość u Mickiewicza (Warszawa 1958)
- Lice bielsze od mleka [w:] „Blok-Notes Muzeum Mickiewicza” nr 2/1963
- Aleksander Przezdziecki (1814-1871). Życiorys uczonego mecenasa [w:] „Kwartalnik Historii Nauki i Techniki”, 1972
- Krytyka i historia literatury. Korbut, Kridl, Elzenberg: nieporozumienie powracające [w:] Badania nad krytyką literacką (Wrocław 1974)
- Różnica jednego słowa. Bronisława Chlebowskiego trzy wersje poglądu na historię literatury [w:] „Kwartalnik Historii Nauki i Techniki”, nr 1/1978
- Edwarda Rastawieckiego „Imionnik narodowy” „Blok-Notes Muzeum Mickiewicza” 1978
- Szukanie siebie pośród obcych wzruszeń [w:] Janta: człowiek i pisarz (Londyn 1982)
- Józef Kallenbach (1861-1929) [w:] Rocznik Towarzystwa Literackiego Adama Mickiewicza 1985
- Betyzyany (wiersze sztambuchowe) [w:] „Blok-Notes Muzeum Mickiewicza” 1988
- Stulecie Akademii Umiejętności [w:] „Więź” nr 11-12/1990
- Erazm Jerzmanowski i jego fundacja [w:] „Blok-Notes Muzeum Mickiewicza” 1991
- O człowieczeństwie czyli mit o Tristanie i Izoldzie [w:] „Parnasik” nr 3/[1992

## Opracowania i prace edytorskie

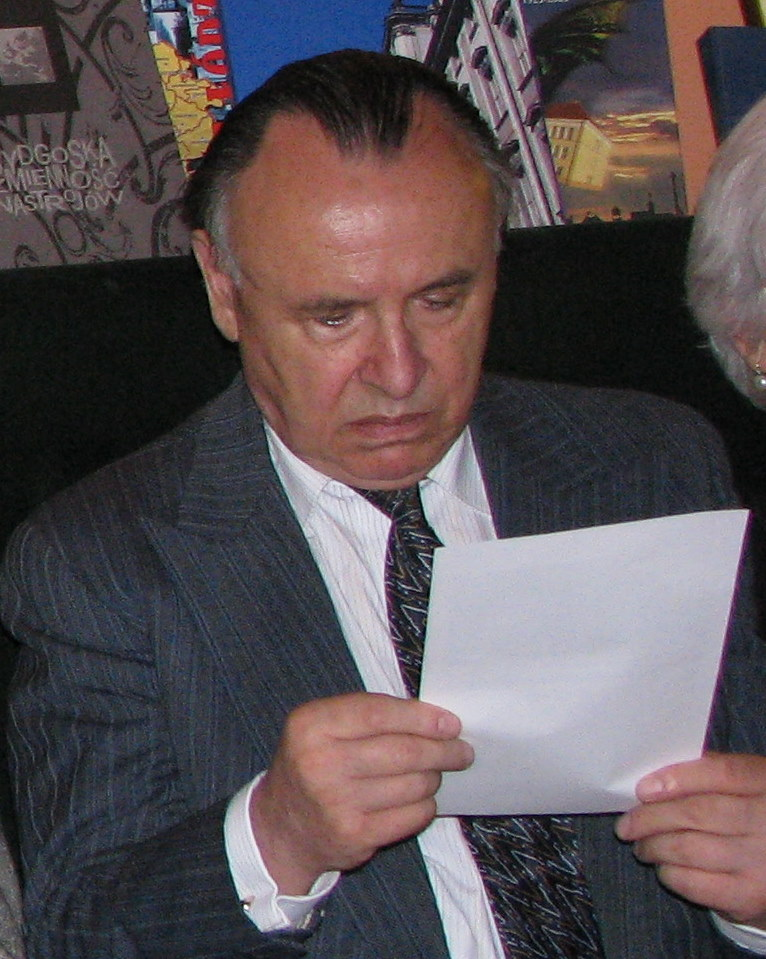
Andrzej Biernacki (Warszawa 2009)

- Karol Ludwik Koniński, Pisma wybrane (autor redakcji i współautor wyboru, wspólnie z Zygmuntem Lichniakiem; Instytut Wydawniczy „Pax” 1955)
- Polska krytyka literacka 1919-1939. Materiały (współautor przygotowania, wspólnie z Janem Zygmuntem Jakubowskim, Andrzejem Lamem i Januszem Rohozińskim; redakcja Jan Zygmunt Jakubowski; Państwowe Wydawnictwo Naukowe 1966)
- Ludwik Fryde, Wybór pism krytycznych (autor opracowania; Państwowy Instytut Wydawniczy 1966)
- Cztery wieki poezji o Warszawie. Antologia (wybrał oraz wstępem i przypisami opatrzył Juliusz Wiktor Gomulicki; tekst i bibliogr. oprac. Andrzej Biernacki; Państwowy Instytut Wydawniczy 1969)
- Jan Lorentowicz, Teatry w stolicy i inne artykuły (autor wyboru; Wydawnictwa Artystyczne i Filmowe 1969)
- Prosper Mérimée, Lokis. Rękopis profesora Wittembacha (autor wstępu; przeł. Leopold Staff; ilustr. Maria Schier; Państwowy Instytut Wydawniczy 1969)
- Jakiej filozofii Polacy potrzebują (przygotowanie tekstów; wybór i wstęp Władysław Tatarkiewicz; Państwowe Wydawnictwo Naukowe 1970)
- Tadeusz Zieliński, Po co Homer. Świat antyczny a my
  - część I: Świat antyczny a my (autor wyboru i posłowia; Wydawnictwo Literackie 1970)
  - część II: Szkice antyczne (autor wyboru; wstęp Jan Parandowski; Wydawnictwo Literackie 1971)
  - część III: Legenda o złotym runie (autor wyboru; wstęp Julian Krzyżanowski; posłowie Lidia Winniczuk; Wydawnictwo Literackie 1972)
- Ignacy Chrzanowski, Wybór studiów i rozpraw (t. I/II; Państwowe Wydawnictwo Naukowe 1971)
  - tom I: O literaturze polskiej
  - tom II: Optymizm i pesymizm polski. Studia z historii kultury
- Zofia Starowieyska-Morstinowa, Szukam człowieka (szkice i recenzje literackie; autor wyboru; Znak 1973)
- Portrety uczonych polskich. 51 sylwetek humanistów (autor wyboru; Wydawnictwo Literackie 1974)
- Claude Backvis, Szkice o kulturze staropolskiej (autor opracowania i wyboru tekstów; Państwowy Instytut Wydawniczy 1975)
- Bronisław Chlebowski, Od Kochanowskiego do Brzozowskiego (autor wyboru i słowa wstępnego; Państwowe Wydawnictwo Naukowe – Uniwersytet Jagielloński 1979)
- Sztambuch romantyczny (autor wyboru i opracowania; przedmowa Maria Dernałowicz; Wydawnictwo Literackie 1994; seria: „Biblioteka romantyczna”)
- Karolina Lanckorońska, Szkice wspomnień (autor przedmowy; Towarzystwo „Więź” 2005, ISBN 83-88032-98-4)
- Zatajony artysta. O Wacławie Borowym 1890-1950 (Norbertinum 2005, ISBN 978-83-7222-242-8)

## Tłumaczenia
- Albert Thibaudet, Historia literatury francuskiej (fragmenty drukowane w „Tekstach” – 1977 i „Literaturze na świecie” – 1982)
- Henri Mendras, Elementy socjologii (Siedmioróg 1997, ISBN 83-7162-008-X; 2001, ISBN 83-7162-550-2)